# 버디 영화
버디 영화(영어: buddy film)란 주로 동성인 사람 두 명이 패를 이루어서 일어나는 일을 담은 영화 장르를 말한다. 명칭은 친구라는 뜻의 영어 단어 버디(buddy)에서 온 것이다. 처음 만났을 때에는 서로 어울리지 못하다가 사건을 경험하면서 화합해 가는 두 주인공의 모습을 보여 주는 형식이다. 유명한 남성 버디 영화로는 내일을 향해 쏴라, 여성 버디 영화로 델마와 루이스, 대한민국의 버디 영화로는 투캅스 걸캅스 등이 있다.

## 예시 영화

### 코미디
- 누가 로저 래빗을 모함했나 (1988)[1]
- Twins (1988)[2]
- 엑설런트 어드벤쳐 (1989)[3]
- 덤 앤 더머 (1994)[4]
- 몰래츠 (1995)[5]
- Men In Black (1997)
- 해롤드와 쿠마 (2004)[3]
- 웨딩 크래셔 (2005)[6]

### 액션
- 리썰 웨폰 (1987)[7][8]
- Shoot to Kill (1988)[9][10][4][11]
- The Rookie (1990)
- 마지막 보이스카웃 (1991)[12][13]
- 폭풍 속으로 (영화) (1991)[14][11]
- Se7en (1995)[8][11]
- Die Hard With a Vengeance (1995)[15][16][13]
- Judge Dredd (1995)
- Bad Boys (1995)[17][11]
- 상하이 눈 (2000)[11]
- National Security (2003)[11]
- 뜨거운 녀석들 (2007)[8][11]
- Pineapple Express (2008)
- Sherlock Holmes (2009)[18][11]
- Cop Out (2010)[19][15][20]
- 스탠바이 캅 (2010)[17][11]
- 21 Jump Street (2012)[21][11]
- 투 건스 (2013)[22][11]
- Ride Along (2014)[20]
- 나이스 가이즈 (2016)[11]
- 킬러의 보디가드 (2017)

### 애니메이션
- 공룡시대 (1988)[23]
- 페블과 펭귄 (1995)[24]
- 토이 스토리 (1995)[25]
- 엘도라도 (2000년 영화) (2000)[26]
- 쿠스코? 쿠스코! (2000)[26]
- 슈렉 (2001)[27]
- 몬스터 주식회사 (2001)[28]
- Ice Age (2002)
- Valiant (2005)
- Up (2009)[29]
- Home (2015)[30]
- 주토피아 (2016)[31]
- 마이펫의 이중생활 (2016)[32]
- Trolls (2016)[33]
- 보스 베이비 (2017)[34]

## 같이 보기
- 브로맨스